# 1535 Paijanne
Paijanne (asteróide 1535) é um asteróide da cintura principal com um diâmetro de 26,72 quilómetros, a 2,5676064 UA. Possui uma excentricidade de 0,1886853 e um período orbital de 2 056,38 dias (5,63 anos).
Paijanne tem uma velocidade orbital média de 16,74261098 km/s e uma inclinação de 6,10841º.
Esse asteróide foi descoberto em 9 de Setembro de 1939 por Yrjö Väisälä.